# Производная (математика)
Производная — фундаментальное математическое понятие, используемое в различных вариациях (обобщениях) во многих разделах математики. Это базовая конструкция дифференциального исчисления, допускающая много вариантов обобщений, применяемых в математическом анализе, дифференциальной топологии и геометрии, алгебре.
Общее между различными вариациями и обобщениями заключается в том, что производная отображения характеризует степень изменения образа отображения при (бесконечно) малом изменении аргумента. В зависимости от рассматриваемых математических структур конкретизируется содержание данного понятия.
Только для случая топологических линейных пространств известно около 20 обобщений понятия производной.

## Производная функции одной переменной

### Базовое определение
Производная функции {\displaystyle f:\mathbb {R} \rightarrow \mathbb {R} } в точке {\displaystyle x_{0}} определяется как предел отношения приращения функции к приращению аргумента при стремлении приращения аргумента к нулю:
{\displaystyle f'(x_{0})=\lim _{\Delta x\rightarrow 0}{\frac {\Delta f}{\Delta x}}}, где {\displaystyle \Delta x=x-x_{0},\ \Delta f=f(x)-f(x_{0})}.
Графически это тангенс угла наклона касательной в точке {\displaystyle x_{0}} к кривой, изображающей функцию {\displaystyle f(x)}.
При достаточно малых изменениях {\displaystyle dx} аргумента выполнено равенство {\displaystyle df=f'(x_{0})dx}. В общем случае именно такая форма определения принимается за основу для обобщения понятия производной.

### Односторонние производные
Определяются также односторонние производные, где вместо соответствующего предела используется односторонний (левосторонний и правосторонний) предел. Правосторо́нняя произво́дная или произво́дная спра́ва обозначается символами {\displaystyle f^{+}(x_{0}),\ f'_{+}(x_{0}),\ \mathrm {D} ^{+}\!f(x_{0})}. Левосторо́нняя произво́дная или произво́дная сле́ва обозначается символами {\displaystyle f^{-}(x_{0}),\ f'_{-}(x_{0}),\ \mathrm {D} ^{-}\!f(x_{0})}. Обычная производная существует тогда и только тогда, когда существуют равные между собой односторонние производные (их величина и равна производной).

### Производные высших порядков
Поскольку производная функции одной переменной также является некоторой функцией одной переменной, то можно рассматривать производную производной — вторую производную и вообще производную любого порядка {\displaystyle n} (некоторое натуральное число).

## Производные функций нескольких переменных

### Частные производные
В случае функций нескольких переменных: {\displaystyle f:\mathbb {R} ^{n}\rightarrow \mathbb {R} }, в первую очередь, определяются так называемые частные производные — производные по одной из переменных при условии фиксированных значений остальных переменных:
{\displaystyle {\frac {\partial f(\mathbf {x} )}{\partial x^{i}}}=\lim _{x^{i}\rightarrow x_{0}^{i}}{\frac {f(x^{1},...,x^{i},...,x^{n})-f(x_{0}^{1},...,x_{0}^{i},...,x_{0}^{n})}{x^{i}-x_{0}^{i}}}}

### Градиент
Собственно производной (учитывающей изменения вектора переменных в целом, то есть всех переменных) в случае функций нескольких переменных является так называемый градиент функции — вектор, компонентами которого являются частные производные:
{\displaystyle f'(\mathbf {x} )=\mathbf {grad} f(\mathbf {x} )=\nabla f={\frac {df(\mathbf {x} )}{d\mathbf {x} }}=\left({\frac {\partial f}{\partial x_{1}}},{\frac {\partial f}{\partial x_{2}}},...,{\frac {\partial f}{\partial x_{n}}}\right)}
По аналогии со случаем одной переменной, при малых изменениях {\displaystyle d\mathbf {x} =(dx_{1},dx_{2},...,dx_{n})} вектора переменных {\displaystyle \mathbf {x} } выполнено равенство:
{\displaystyle df(\mathbf {x} )=f'(\mathbf {x_{0}} )d\mathbf {x} =\sum _{i=1}^{n}{\frac {\partial f}{\partial x^{i}}}dx^{i}}

### Производная по направлению
В случае функций нескольких переменных можно определить производную по направлению, то есть в предположении, что переменные изменяются в данном направлении. Производная функции {\displaystyle f} по направлению вектора {\displaystyle \mathbf {e} } определяется следующим образом:
{\displaystyle f'_{\mathbf {e} }(\mathbf {x} _{0})=\lim _{t\rightarrow 0}{\frac {f(\mathbf {x} _{0}+t\mathbf {e} )-f(\mathbf {x} _{0})}{t}}}
Если направление {\displaystyle \mathbf {e} } совпадает с направлением некоторой координатной оси, то производная по этому направлению фактически является соответствующей частной производной. Можно показать, что производная по направлению равна скалярному произведению вектора градиента на нормированный вектор направления {\displaystyle \mathbf {e} } (то есть вектор направления единичной длины, что можно получить из любого вектора направления делением на его длину):
{\displaystyle f'_{\mathbf {e} }(\mathbf {x} _{0})=(f'(\mathbf {x} _{0}),\mathbf {e} )}

### Производные высших порядков
По аналогии со случаем функций одной переменной можно рассматривать частные производные произвольного порядка. Причем в данном случае можно использовать как одну и ту же переменную несколько раз, так и одновременно несколько переменных:
{\displaystyle {\frac {\partial ^{k}f}{\partial x_{1}^{k_{1}}\partial x_{2}^{k_{2}},...,\partial x_{n}^{k_{n}}}}}, где {\displaystyle \sum k_{i}=k}
Аналогом второй производной в случае функции нескольких переменных является матрица вторых частных производных — матрица Гессе, которая является производной векторнозначной функции (см. ниже) — градиента скалярной функции. Элементами этой матрицы являются вторые производные {\displaystyle {\frac {\partial ^{2}f}{\partial x^{i}\partial x^{j}}}}.

### Полная производная
Во многих случаях возникает необходимость оценить зависимость функции {\displaystyle f} от изменения данной переменной {\displaystyle x^{j}} в ситуации, когда остальные переменные определенным образом изменяются в зависимости от {\displaystyle x^{j}}, то есть на значение функции {\displaystyle f} изменение данной переменной сказывается как непосредственно (что выражено частной производной), так и опосредованно через изменение других переменных. Полное влияние выражено в понятии полной производной:
{\displaystyle {\frac {df}{dx^{j}}}=\sum _{i=1}^{n}{\frac {\partial f}{\partial x^{i}}}{\frac {\partial x^{i}}{\partial x^{j}}}}
В общем случае можно рассматривать траекторию изменения независимых переменных в параметрической форме {\displaystyle x^{i}(t)}, где {\displaystyle t} — некоторый параметр (в физике это чаще всего время). Тогда можно рассматривать полную производную по этому параметру:
{\displaystyle {\frac {df}{dt}}=\sum _{i=1}^{n}{\frac {\partial f}{\partial x^{i}}}{\frac {dx^{i}}{dt}}}
При этом в параметр {\displaystyle t} может выступать одной из переменных {\displaystyle x^{i}}.
Производная Лагранжа принимает во внимание изменения вследствие зависимости от времени и движения через пространство по векторному полю.

### Набор функций нескольких переменных
Набор {\displaystyle \mathbf {F} } функций {\displaystyle f_{i}} нескольких переменных можно интерпретировать как векторнозначную функцию: {\displaystyle \mathbf {F} :\mathbb {R} ^{n}\rightarrow \mathbb {R} ^{m}}. Производная такой функции представляет собой так называемую матрицу Якоби {\displaystyle J}, строки которой — градиенты функций {\displaystyle f_{i}}, составляющих набор {\displaystyle \mathbf {F} }, то есть элемент {\displaystyle i}-ой строки и {\displaystyle j}-го столбца равен частной производной функции {\displaystyle f_{i}} по переменной {\displaystyle x^{j}}:
{\displaystyle J_{F}=\mathbf {F} '(\mathbf {x} _{0})=\left[{\frac {\partial f_{i}}{\partial x^{j}}}\right]}
По аналогии со скалярными функциями при малых изменениях вектора аргументов {\displaystyle d\mathbf {x} } справедливо равенство:
{\displaystyle d\mathbf {F} =\mathbf {F} '(\mathbf {x} _{0})d\mathbf {x} }
Частным случаем производной векторнозначной функции является производная от градиента некоторой скалярной функции {\displaystyle f}, так как градиент фактически представляет собой вектор из нескольких функций — частных производных. Эта производная, как отмечалось выше, по сути является второй производной скалярной функции и представляет собой матрицу частных производных второго порядка этой функции — матрица Гессе ({\displaystyle H_{f}}) или гессиан (гессианом обычно называют определитель матрицы Гессе).

## Производные отображений произвольных линейных пространств

### Предварительное обобщение
Скалярная функция нескольких переменных рассматривалась выше формально как функция от вектора, компонентами которого являлись независимые переменные. В общем случае следует рассмотреть скалярные (числовые) функции {\displaystyle f:X\rightarrow R} на произвольных векторных пространствах {\displaystyle X} некоторой размерности. Тогда в каждом фиксированном базисе такое отображение можно рассмотреть как функцию нескольких переменных. Таким образом, все рассмотренные выше понятия можно интерпретировать как координатные определения производных при фиксированном базисе произвольного пространства (наделенного достаточной для этих целей топологической структурой).
Аналогично, значения набора функций также формально рассматривались компоненты некоторого вектора и этот набор функций трактовался (формально) как отображение одного вектора в другой. В общем случае следует рассмотреть отображение {\displaystyle F:X\rightarrow Y} между произвольными векторными пространствами {\displaystyle X} и {\displaystyle Y} различной размерности и природы (наделенных необходимой топологической структурой). Если зафиксировать базисы в обоих пространствах, то это отображение аналогично рассмотренному выше набору функций нескольких переменных. Таким образом, все соответствующие определения интерпретируются в общем случае как координатное определение производных при фиксированных базисах соответствующих пространств.
Данная интерпретация означает в то же время, что несмотря на то, что координатное представление производных зависит от базиса (меняются при переходе от одного базиса к другому), сами понятия производных от выбора базисов не должны зависеть. Поэтому вообще говоря требуются более общие определения производных напрямую не связанных с выбором базиса и их координатным представлением. Более того, указанные определения обобщаются на случай пространств бесконечной размерности, что используется, например, в функциональном анализе и вариационном исчислении.

### Производная Гато
Достаточно общее понятие производной рассматривается в функциональном анализе, где концепция производной по направлению обобщается на произвольные локально выпуклые топологические векторные пространства. Соответствующая производная называется обычно производной Гато или слабой производной. Определение производной Гато по существу не отличается от производной по направлению для случая функции нескольких переменных:
{\displaystyle f'_{e}({x}_{0})=\lim _{t\rightarrow 0}{\frac {f({x}_{0}+t{e})-f({x}_{0})}{t}}}

### Производная Фреше
В случае банаховых пространств определяется производная Фреше или сильная производная. Производной Фреше отображения {\displaystyle F:X\rightarrow Y} называют такой линейный оператор {\displaystyle F'}, для которого выполнено равенство:
{\displaystyle \lim _{||h||_{X}\rightarrow 0}{\frac {||F(x+h)-F(x)-F'(x)h||_{Y}}{||h||_{X}}}=0},
Это означает, что при достаточно малых (по норме пространства {\displaystyle X}) изменениях {\displaystyle dx} аргумента {\displaystyle x} изменение {\displaystyle dF} сходится (по норме пространства Y) к {\displaystyle F'(x)dx}, что формально можно записать в виде равенства:
{\displaystyle dF(x)=F'(x)dx}
Если эта производная существует, то она совпадает с производной Гато. Для конечномерных пространств в координатном представлении {\displaystyle F'(x)} является матрицей Якоби, а если {\displaystyle Y=R}, то — градиентом скалярной функции.

### Вариационная производная
В вариационном исчислении, где рассматриваются интегральные функционалы на пространстве функций, в которых введено скалярное произведение (в форме интеграла от пары функций), вводится понятие вариационной производной, называемой также функциональной производной. Вариационная производная функционала {\displaystyle F(f)} — это функция (вообще говоря обобщенная функция) {\displaystyle \delta F/\delta f}, для которой при малой вариации {\displaystyle \delta f} функции {\displaystyle f} выполнено равенство:
{\displaystyle \delta F=F(f+\delta f)-F(f)=(\delta F/\delta f,\delta f)=\int {\frac {\delta F(f(x))}{\delta f}}\delta f(x)dx}
Можно показать, что по сути вариационная производная есть производная Фреше.

### Производная по мере
В теории меры производная Радона — Никодима обобщает якобиан, использовавшийся для изменяющихся переменных, на меры. Она выражает одну меру {\displaystyle \mu } в терминах другой меры {\displaystyle \nu } (при некоторых условиях).
Производная также допускает обобщение на пространстве обобщенных функций, используя интегрирование по частям в соответствующем хорошо устроенном подпространстве.

### Дифференциальные операторы в конечномерных пространствах
1. Дивергенция (расходимость) векторнозначных функций (векторных полей) {\displaystyle F:X\rightarrow X} на конечномерном пространстве {\displaystyle X}, даёт меру того, как силён «источник» или «сток» в этой точке. Она может быть использована для вычисления потока при помощи теоремы о дивергенции. В координатном представлении (в декартовых координатах) дивергенция равна
{\displaystyle \operatorname {div} \mathbf {F} =\sum _{i=1}^{n}{\frac {\partial F_{x^{i}}}{\partial x^{i}}}}
2. Ротор векторных полей в трехмерном пространстве {\displaystyle \mathbb {R} ^{3}} измеряет «вращение» векторного поля в этой точке. В координатном представлении (в декартовых координатах) равен:
{\displaystyle \operatorname {rot} \mathbf {F} =\operatorname {rot} \;(F_{x}\mathbf {e} _{x}+F_{y}\,\mathbf {e} _{y}+F_{z}\mathbf {e} _{z})=\left({\frac {\partial F_{z}}{\partial y}}-{\frac {\partial F_{y}}{\partial z}}\right)\mathbf {e} _{x}+\left({\frac {\partial F_{x}}{\partial z}}-{\frac {\partial F_{z}}{\partial x}}\right)\mathbf {e} _{y}+\left({\frac {\partial F_{y}}{\partial x}}-{\frac {\partial F_{x}}{\partial y}}\right)\mathbf {e} _{z}.}
(F — векторное поле с декартовыми компонентами {\displaystyle (F_{x},F_{y},F_{z})}, а {\displaystyle \mathbf {e} _{x},\mathbf {e} _{y},\mathbf {e} _{z}} — орты декартовых координат)
3. Лапласиан — это дивергенция (расходимость) градиента скалярной функции (скалярного поля) на конечномерном пространстве. Часто обозначается как {\displaystyle \Delta } или как {\displaystyle \nabla ^{2}}. В координатном представлении (в декартовых координатах) равен:
{\displaystyle \operatorname {div} \operatorname {grad} f=\Delta f=\nabla ^{2}f=\sum _{i=1}^{n}{\frac {\partial ^{2}f}{\partial x_{i}^{2}}}}
4. Д’Аламбертиан — определяется аналогично лапласиану, но используя метрику пространства Минковского, вместо метрики евклидова пространства. Рассматривается в физике для четырёхмерного пространства-времени. В координатном представлении (в декартовых координатах) равен:
{\displaystyle \square f={\frac {\partial ^{2}f}{\partial x^{2}}}+{\frac {\partial ^{2}f}{\partial y^{2}}}+{\frac {\partial ^{2}f}{\partial z^{2}}}-{\frac {1}{c^{2}}}{\frac {\partial ^{2}f}{\partial t^{2}}}.}

## Производные в дифференциальной топологии, геометрии и тензорном анализе

### Касательный вектор и касательное отображение
В дифференциальной топологии для гладких скалярных функций {\displaystyle f:M\rightarrow R} на гладком многообразии {\displaystyle M} (далее - просто многообразие и просто функция) вводится понятие касательного вектора в точке {\displaystyle p\in M}. Эти функции образуют алгебру по поточечным операциям сложения и умножения и умножения на число. Касательный вектор определяется как линейный функционал на алгебре таких функций, удовлетворяющий правилу Лейбница. Для многообразий, которые являются подмножествами {\displaystyle \mathbb {R} ^{n}}, этот касательный вектор будет аналогичен направленной производной в точке, определённой выше.
Линейный оператор на алгебре функций, удовлетворяющий правилу Лейбница, будет собственно дифференцированием на алгебре этих функций и фактически определяет производную скалярных функций. Такие линейные операторы на алгебре скалярных функций образуют векторное поле на многообразии. Это векторное поле также можно определить как отображение ставящее каждой точке многообразия касательный вектор к этой точке.
Множество всех касательных векторов к данной точке многообразия образуют касательное пространство к данной точке {\displaystyle T_{p}M}.
Для гладких отображений многообразий произвольных размерностей {\displaystyle F\colon M\to N} дифференциалом в точке {\displaystyle p\in M} называется линейный оператор {\displaystyle d_{p}F:T_{p}M\rightarrow T_{F(p)}N}, который для любого касательного вектора {\displaystyle X\in T_{p}M} заключается в дифференцировании функции {\displaystyle g(p)=f(F(p))}  для произвольной числовой функции f на многообразии N .
В координатном представлении дифференциал представляет собой матрицу Якоби {\displaystyle \left\{{\frac {\partial F_{i}}{\partial x_{j}}}\right\}}. Базисы в касательных пространствах определяются как частные производные числовых функций от координатного представления точки p.
Объединение {\displaystyle TM} всех касательных пространств (рассматриваемых как непересекающиеся множества) для всех точек многообразия  называется касательным расслоением многообразия (имеет размерность 2n, поскольку касательное расслоение по существу это множество пар - точка и касательный вектор к нему). Точнее касательным расслоением является отображение пространства TM в многообразие M. Касательное отображение (англ. pushforward) является обобщением понятия якобиана и действует на касательных расслоениях многообразий: {\displaystyle dF\colon \,TM\to TN}. Аргументами касательного отображения являются точка {\displaystyle p\in M} и вектор {\displaystyle \xi \in TM}. Для фиксированной точки {\displaystyle p\in M} отображение {\displaystyle dF(x,\cdot )\colon \,T_{x}M\to T_{\varphi (x)}N} является вышеуказанным дифференциалом в точке - линейным отображением касательного пространства {\displaystyle T_{p}} в касательное пространство {\displaystyle T_{F(p)}N}.
Векторным полем на многообразии называется отображение многообразия M на TM, то есть ставящая в соответствие каждой точке многообразия касательный вектор к этой точке. Векторное поле можно рассматривать как сечение касательного расслоения - отображение М в TM. Векторные поля можно рассматривать также как дифференцирование алгебры функций, отображающее каждую функцию алгебры другую функцию этой же алгебры. Это линейное отображение удовлевояющее правилу Лейбница.
Для римановых многообразий градиент скалярной функции f определяется как вектор {\displaystyle \nabla f} касательного пространства {\displaystyle T_{x}M}, такой, что для любого касательного вектора Х дифференциал функции равен скалярному произведению {\displaystyle (d_{x}f)X=Xf=(\nabla f,X)}. В координатном представлении это свертка метрики пространства частными производными функции: {\displaystyle \nabla f=g^{ij}\partial _{i}f}

### Производная Ли
Производная Ли — скорость изменения тензорного поля (в частности скалярного или векторного поля) в направлении данного векторного поля. В случае скалярного поля производная Ли совпадает с производной по направлению. Для векторных полей производная Ли равна так называемой скобке Ли. Это пример применения скобки Ли (векторные поля образуют алгебру Ли на группе диффеоморфизмов многообразия). Это производная 0 порядка на алгебре.

### Внешняя и внутренняя производная
На внешней алгебре дифференциальных форм над гладким многообразием, внешняя производная — это уникальное линейное отображение, которое удовлетворяет порядковой версии закона Лейбница и при возведении в квадрат равно нулю. Это производная 1 порядка на внешней алгебре.
Внутренняя производная — это производная «-1» порядка на внешней алгебре форм. Вместе, внешняя производная, производная Ли, и внутренняя производная образуют супералгебру Ли.

### Ковариантная производная
В дифференциальной геометрии (и вытекающем из неё тензорном анализе), с помощью ковариантной производной берутся производные по направлениям векторных полей вдоль кривых или вообще в криволинейной системе координат. Это расширяет производную по направлению скалярных функций до сечений векторных расслоений или главных расслоений. В римановой геометрии существование метрики позволяет сделать канонический выбор свободной от кручения ковариантной производной, известной как связность Леви-Чивиты.
Для скалярных функций {\displaystyle f} ковариантная производная {\displaystyle D_{v}f} совпадает с производной по направлению {\displaystyle v} векторного поля. Ковариантную производную векторного поля {\displaystyle u} по векторному полю {\displaystyle v} формально можно определить как отображение, F-линейное по {\displaystyle v} (то есть по сумме и умножению на скалярную функцию), аддитивности по {\displaystyle u} и стандартного правила Лейбница для произведения скалярного поля {\displaystyle f} на векторное поле {\displaystyle u}. В общем случае тензорных полей требуется выполнение правила Лейбница для их тензорного произведения.
В случае векторного поля ковариантную производную в координатном представлении можно записать как:
{\displaystyle D_{j}u^{i}=\partial _{j}u^{i}+\Gamma _{kj}^{i}u^{k}},
где {\displaystyle \partial _{j}u^{i}} — обычная частная производная по координате {\displaystyle x^{j}}, а {\displaystyle \Gamma _{kj}^{i}} — символы Кристоффеля.
В случае декартовых координат символы Кристоффеля равны нулю, поэтому ковариантная производная равна обычной производной.
Внешняя ковариантная производная расширяет внешнюю производную на векторно-значимые формы.

## Производная в других разделах математики

### Производные в комплексном анализе
В комплексном анализе (анализе функций комплексных переменных), центральными объектами изучения являются голоморфные функции, которые являются комплекснозначными функциями на плоскости комплексных чисел и удовлетворяющие соответственно расширенному определению дифференцируемости.
Производная Шварца описывает, как комплексная функция аппроксимируется дробно-линейным отображением, аналогично тому, как обычная производная описывает, как функция аппроксимируется линейным отображением.

### Производные в алгебре и алгебраической геометрии
Дифференцирование в общей алгебре — это линейное отображение на кольце или алгебре, которое удовлетворяет закону Лейбница (правилу произведения). Они изучаются в чистой алгебраической постановке в дифференциальной теории Галуа, но также появляются во многих других областях, где они часто употребляются с менее строгими алгебраическими определениями производных.
В алгебраической геометрии кэлеров дифференциал позволяет расширить определение внешней производной на произвольные алгебраические многообразия, вместо просто гладких многообразий.
В частности, изучаются производные многочленов.

### Другие обобщения
Вполне можно скомбинировать два или больше различных понятий расширения или абстракции простой производной. Например, в геометрии Финслера изучаются пространства, которые локально выглядят как банаховы пространства. Таким образом можно создать производную с некоторыми особенностями функциональной производной и ковариантной производной.
В области квантовых групп {\displaystyle q}-производная — это {\displaystyle q}-деформация обычной производной функции.

## Производные дробного порядка
Вдобавок к производным {\displaystyle n}-го порядка для любого натурального числа {\displaystyle n}, используя различные методы, возможно ввести производные в дробных степенях, получая при этом так называемые производные дробного порядка. Производные отрицательных порядков будут соответствовать интегрированию, откуда появляется термин дифферинтеграл. Изучение различных возможных определений и записей производных ненатуральных порядков известно под названием дробное исчисление.

## Нуждающиеся в определении
- Производная Дини
- Матричное исчисление
- Производная Пинкерле
- Параметрическая производная
- Полу-дифференцируемость